# کاترین کلی لنگ
 کاترین کلی لنگ (انگلیسی: Katherine Kelly Lang؛ زادهٔ ۲۵ ژوئیهٔ ۱۹۶۱) یک هنرپیشه، و مانکن (فرد) اهل ایالات متحده آمریکا است. وی از سال ۱۹۷۹ میلادی تاکنون مشغول فعالیت بوده‌است.

## گزیده فیلمشناسی
از فیلم‌ها یا برنامه‌های تلویزیونی که وی در آن نقش داشته‌است می‌توان به آثار زیر اشاره کرد.
- اسکیت‌تاون، ایالات متحده (1979)
- جسور و زیبا (1987)